# Équipe de Chine féminine de football à la Coupe du monde 2019
L'équipe de Chine féminine de football participe à la Coupe du monde de 2019 organisée en France du 7 juin 2019 au 7 juillet 2019.

## Qualification
La Chine se qualifie grâce à sa troisième place lors de la Coupe d'Asie des nations féminine de football 2018.

## Préparation

### Maillot
Pendant la Coupe du Monde féminine 2019, l'équipe de Chine porte un maillot confectionné par l'équipementier Nike. Le maillot domicile est en orange avec les bandes déstructurées présentes en ton sur ton sur les épaules. Le maillot extérieur est blanc avec divers motifs dessus.

## Joueuses et encadrement technique
La sélection finale est annoncée le 27 mai 2019[réf. nécessaire].

## Compétition
Pour un article plus général, voir Coupe du monde féminine de football 2019.

### Format et tirage au sort
Les 24 équipes qualifiées pour la Coupe du monde sont réparties en quatre chapeaux de six équipes. Lors du tirage au sort, six groupes de quatre équipes sont formés, les quatre équipes de chaque groupe provenant chacune d'un chapeau différent. Celles-ci s'affrontent une fois chacune : à la fin des trois journées, les deux premiers de chaque groupe sont qualifiés pour les huitièmes de finale, ainsi que les quatre meilleurs troisième de groupe.
La Chine est placée dans le chapeau 3. Le chapeau 3 contient les équipes asiatiques (Corée du Sud, Chine et Thaïlande) aux côtés de deux européens (Italie, Écosse) et du représentant de l'Océanie, la Nouvelle-Zélande.
Le tirage donne alors pour adversaires l'Allemagne, l'Espagne et l'Afrique du Sud.

### Premier tour - Groupe B
| Rang | Équipe         | Pts | J | G | N | P | Bp | Bc | Diff |
| ---- | -------------- | --- | - | - | - | - | -- | -- | ---- |
| 1    | Allemagne      | 9   | 3 | 3 | 0 | 0 | 6  | 0  | +6   |
| 2    | Espagne        | 4   | 3 | 1 | 1 | 1 | 3  | 2  | +1   |
| 3    | Chine          | 4   | 3 | 1 | 1 | 1 | 1  | 1  | 0    |
| 4    | Afrique du Sud | 0   | 3 | 0 | 0 | 3 | 1  | 8  | -7   |

#### Allemagne - Chine
| Match 1           | Allemagne    | 1 – 0   | Chine                                                 | Roazhon Park, Rennes                                   |                                                        |
| 8 juin 2019 15:00 | Gwinn 66e    | (0 - 0) |                                                       | Spectateurs : 15 283 Arbitrage : Marie-Soleil Beaudoin | Spectateurs : 15 283 Arbitrage : Marie-Soleil Beaudoin |
| 8 juin 2019 15:00 | Oberdorf 82e | Rapport | 12e Wang Sha. · 44e Yang · 50e Liu S. · 71e Wang Shu. | Spectateurs : 15 283 Arbitrage : Marie-Soleil Beaudoin | Spectateurs : 15 283 Arbitrage : Marie-Soleil Beaudoin |

| Allemagne | Chine |

| ALLEMAGNE :              |    |                    |     |     |
|                          |    |                    |     |     |
| Gardien de but           | 1  | Almuth Schult      |     |     |
|                          | 3  | Kathrin Hendrich   |     |     |
|                          | 5  | Marina Hegering    |     |     |
|                          | 23 | Sara Doorsoun      |     |     |
|                          | 2  | Carolin Simon      |     | 46e |
|                          | 15 | Giulia Gwinn       | 66e |     |
|                          | 10 | Dzsenifer Marozsán |     |     |
|                          | 18 | Melanie Leupolz    | 82e | 63e |
|                          | 13 | Sara Däbritz       |     |     |
|                          | 9  | Svenja Huth        |     | 86e |
|                          | 11 | Alexandra Popp     |     |     |
| Remplaçantes :           |    |                    |     |     |
|                          | 6  | Lena Oberdorf      |     | 46e |
|                          | 20 | Lina Magull        |     | 63e |
|                          | 7  | Lea Schüller       |     | 86e |
| Sélectionneuse :         |    |                    |     |     |
| Martina Voss-Tecklenburg |    |                    |     |     |

| CHINE :         |    |               |     |     |
|                 |    |               |     |     |
| Gardien de but  | 12 | Peng Shimeng  |     |     |
|                 | 6  | Han Peng      |     |     |
|                 | 5  | Wu Haiyan     |     |     |
|                 | 3  | Lin Yuping    |     |     |
|                 | 2  | Liu Shanshan  | 50e |     |
|                 | 4  | Lou Jiahui    |     | 33e |
|                 | 20 | Zhang Rui     |     |     |
|                 | 21 | Yao Wei       |     | 46e |
|                 | 17 | Gu Yasha      |     |     |
|                 | 9  | Yang Li       | 44e | 69e |
|                 | 11 | Wang Shanshan | 12e |     |
| Remplaçantes :  |    |               |     |     |
|                 | 19 | Tan Ruyin     |     | 33e |
|                 | 7  | Wang Shuang   | 71e | 46e |
|                 | 15 | Song Duan     |     | 69e |
| Sélectionneur : |    |               |     |     |
| Jia Xiuquan     |    |               |     |     |

| Assistantes : Princess Brown Stephanie-Dale Yee Sing Quatrième arbitre : Lucila Venegas Arbitre vidéo : Massimiliano Irrati Assistants arbitre vidéo : Sarah Jones Paolo Valeri Femme du Match : Giulia Gwinn |

#### Afrique du Sud - Chine
| Match 16           | Afrique du Sud | 0 - 1   | Chine              | Parc des Princes, Paris                          |                                                  |
| 13 juin 2019 21:00 |                | (0 - 1) | 40e Li Y. ( Zhang) | Spectateurs : 20 011 Arbitrage : Katalin Kulcsár | Spectateurs : 20 011 Arbitrage : Katalin Kulcsár |
| 13 juin 2019 21:00 | Matlou 83e     | Rapport |                    | Spectateurs : 20 011 Arbitrage : Katalin Kulcsár | Spectateurs : 20 011 Arbitrage : Katalin Kulcsár |

| Afrique du Sud | Chine |

| AFRIQUE DU SUD : |    |                     |     |     |
|                  |    |                     |     |     |
| Gardien de but   | 20 | Kaylin Swart        |     |     |
|                  | 2  | Lebogang Ramalepe   |     |     |
|                  | 5  | Janine van Wyk      |     |     |
|                  | 4  | Noko Matlou         | 83e |     |
|                  | 23 | Sibulele Holweni    |     | 72e |
|                  | 13 | Bambanani Mbane     |     |     |
|                  | 6  | Mamello Makhabane   |     |     |
|                  | 19 | Kholosa Biyana      |     |     |
|                  | 11 | Thembi Kgatlana     |     |     |
|                  | 15 | Refiloe Jane        |     | 82e |
|                  | 8  | Ode Fulutudilu      |     | 60e |
| Remplaçantes :   |    |                     |     |     |
|                  | 12 | Jermaine Seoposenwe |     | 60e |
|                  | 17 | Leandra Smeda       |     | 72e |
|                  | 10 | Linda Motlhalo      |     | 82e |
| Sélectionneur :  |    |                     |     |     |
| Desiree Ellis    |    |                     |     |     |

| CHINE :         |    |               |  |     |
|                 |    |               |  |     |
| Gardien de but  | 12 | Peng Shimeng  |  |     |
|                 | 3  | Lin Yuping    |  |     |
|                 | 6  | Han Peng      |  |     |
|                 | 5  | Wu Haiyan     |  |     |
|                 | 13 | Wang Yan      |  | 81e |
|                 | 2  | Liu Shanshan  |  |     |
|                 | 7  | Wang Shuang   |  |     |
|                 | 20 | Zhang Rui     |  |     |
|                 | 17 | Gu Yasha      |  | 65e |
|                 | 11 | Wang Shanshan |  |     |
|                 | 10 | Li Ying       |  | 78e |
| Remplaçantes :  |    |               |  |     |
|                 | 4  | Lou Jiahui    |  | 65e |
|                 | 21 | Yao Wei       |  | 78e |
|                 | 9  | Yang Li       |  | 81e |
| Sélectionneur : |    |               |  |     |
| Jia Xiuquan     |    |               |  |     |

| Assistantes : Katalin Torok Sanja Rodak Quatrième arbitre : Jana Adamkova Cinquième arbitre : Stephanie-Dale Yee Sing Arbitre vidéo : Christopher Beath Assistants arbitre vidéo : Manuela Nicolosi Mohammed Abdulla Mohammed Femme du Match : Li Ying |

#### Chine - Espagne
| Match 28           | Chine   | 0 - 0   | Espagne | Stade Océane, Le Havre                               |                                                      |
| 17 juin 2019 18:00 |         | (0 - 0) |         | Spectateurs : 11 814 Arbitrage : Edina Alves Batista | Spectateurs : 11 814 Arbitrage : Edina Alves Batista |
| 17 juin 2019 18:00 | Wen 63e | Rapport |         | Spectateurs : 11 814 Arbitrage : Edina Alves Batista | Spectateurs : 11 814 Arbitrage : Edina Alves Batista |

| Chine | Espagne |

| CHINE :         |    |               |     |     |
|                 |    |               |     |     |
| Gardien de but  | 12 | Peng Shimeng  |     |     |
|                 | 6  | Han Peng      |     |     |
|                 | 5  | Wu Haiyan     |     |     |
|                 | 3  | Lin Yuping    |     |     |
|                 | 2  | Liu Shanshan  |     |     |
|                 | 7  | Wang Shuang   |     | 55e |
|                 | 20 | Zhang Rui     |     |     |
|                 | 13 | Wang Yan      |     |     |
|                 | 17 | Gu Yasha      |     | 87e |
|                 | 11 | Wang Shanshan |     | 46e |
|                 | 10 | Li Ying       |     |     |
| Remplaçantes :  |    |               |     |     |
|                 | 9  | Yang Li       |     | 46e |
|                 | 16 | Li Wen        | 63e | 55e |
|                 | 21 | Yao Wei       |     | 87e |
| Sélectionneur : |    |               |     |     |
| Jia Xiuquan     |    |               |     |     |

| ESPAGNE :       |    |                     |  |     |
|                 |    |                     |  |     |
| Gardien de but  | 13 | Sandra Paños        |  |     |
|                 | 7  | Marta Corredera     |  |     |
|                 | 4  | Irene Paredes       |  |     |
|                 | 16 | María Pilar León    |  |     |
|                 | 3  | Leila Ouahabi       |  |     |
|                 | 17 | Lucía García        |  | 86e |
|                 | 12 | Patricia Guijarro   |  |     |
|                 | 14 | Virginia Torrecilla |  |     |
|                 | 9  | Mariona Caldentey   |  | 46e |
|                 | 10 | Jennifer Hermoso    |  |     |
|                 | 22 | Nahikari García     |  | 67e |
| Remplaçantes :  |    |                     |  |     |
|                 | 21 | Andrea Falcón       |  | 46e |
|                 | 11 | Alexia Putellas     |  | 67e |
|                 | 2  | Celia Jiménez       |  | 86e |
| Sélectionneur : |    |                     |  |     |
| Jorge Vilda     |    |                     |  |     |

| Assistantes : Neuza Back Tatiane Sacilotti dos Santos Camargo Quatrième arbitre : Laura Fortunato Cinquième arbitre : Mary Blanco Arbitre vidéo : Mauro Vigiliano Assistants arbitre vidéo : Mariana de Almeida Tiago Martins Femme du Match : Peng Shimeng |

### Phase à élimination directe

#### Huitième de finale: Italie - Chine
| Match 43           | Italie                             | 2 - 0   | Chine | Stade de la Mosson, Montpellier                      |                                                      |
| 25 juin 2019 18:00 | Giacinti 15e · ( Guagni) Galli 49e | (1 - 0) |       | Spectateurs : 17 032 Arbitrage : Edina Alves Batista | Spectateurs : 17 032 Arbitrage : Edina Alves Batista |
| 25 juin 2019 18:00 | Rapport                            |         |       | Spectateurs : 17 032 Arbitrage : Edina Alves Batista | Spectateurs : 17 032 Arbitrage : Edina Alves Batista |

| Italie | Chine |

| ITALIE :         |    |                       |  |     |
|                  |    |                       |  |     |
| Gardien de but   | 1  | Laura Giuliani        |  |     |
|                  | 7  | Alia Guagni           |  |     |
|                  | 3  | Sara Gama             |  |     |
|                  | 5  | Elena Linari          |  |     |
|                  | 13 | Elisa Bartoli         |  |     |
|                  | 2  | Valentina Bergamaschi |  | 63e |
|                  | 23 | Manuela Giugliano     |  |     |
|                  | 21 | Valentina Cernoia     |  |     |
|                  | 19 | Valentina Giacinti    |  |     |
|                  | 10 | Cristiana Girelli     |  | 39e |
|                  | 11 | Barbara Bonansea      |  | 71e |
| Remplaçantes :   |    |                       |  |     |
|                  | 4  | Aurora Galli          |  | 39e |
|                  | 18 | Ilaria Mauro          |  | 63e |
|                  | 6  | Martina Rosucci       |  | 71e |
| Sélectionneuse : |    |                       |  |     |
| Milena Bertolini |    |                       |  |     |

| CHINE :         |    |               |  |     |
|                 |    |               |  |     |
| Gardien de but  | 12 | Peng Shimeng  |  |     |
|                 | 6  | Han Peng      |  |     |
|                 | 5  | Wu Haiyan     |  |     |
|                 | 3  | Lin Yuping    |  |     |
|                 | 2  | Liu Shanshan  |  |     |
|                 | 11 | Wang Shanshan |  | 61e |
|                 | 20 | Zhang Rui     |  |     |
|                 | 13 | Wang Yan      |  | 61e |
|                 | 17 | Gu Yasha      |  | 46e |
|                 | 7  | Wang Shuang   |  |     |
|                 | 10 | Li Ying       |  |     |
| Remplaçantes :  |    |               |  |     |
|                 | 9  | Yang Li       |  | 46e |
|                 | 15 | Song Duan     |  | 61e |
|                 | 21 | Yao Wei       |  | 61e |
| Sélectionneur : |    |               |  |     |
| Jia Xiuquan     |    |               |  |     |

| Assistantes : Neuza Back Tatiane Sacilotti dos Santos Camargo Quatrième arbitre : Laura Fortunato Cinquième arbitre : Mary Blanco Arbitre vidéo : Mauro Vigiliano Assistants arbitre vidéo : Mariana de Almeida Tiago Martins Femme du Match : Valentina Giacinti |

## Temps de jeu
| Joueuses        |            |            |            |            | TT         | But inscrit | Passe décisive | MJ         | MT         | Légende |
| --------------- | ---------- | ---------- | ---------- | ---------- | ---------- | ----------- | -------------- | ---------- | ---------- | --- |
| Gardiennes      | Gardiennes | Gardiennes | Gardiennes | Gardiennes | Gardiennes | Gardiennes  | Gardiennes     | Gardiennes | Gardiennes | Abréviations et symboles : TT : Total de minutes jouées MJ : Nombre de matchs joués MT : Matchs joués en tant que titulaire : but : passe décisive : joueuse entrée : joueuse remplacée : capitaine : carton jaune : carton rouge |
| Xu Huan         | -          | -          | -          | -          | -          | -           | -              | -          | -          | Abréviations et symboles : TT : Total de minutes jouées MJ : Nombre de matchs joués MT : Matchs joués en tant que titulaire : but : passe décisive : joueuse entrée : joueuse remplacée : capitaine : carton jaune : carton rouge |
| Peng Shimeng    | 90         | 90         | 90         | 90         | 360        | -           | -              | 4          | 4          | Abréviations et symboles : TT : Total de minutes jouées MJ : Nombre de matchs joués MT : Matchs joués en tant que titulaire : but : passe décisive : joueuse entrée : joueuse remplacée : capitaine : carton jaune : carton rouge |
| Bi Xiaolin      | -          | -          | -          | -          | -          | -           | -              | -          | -          | Abréviations et symboles : TT : Total de minutes jouées MJ : Nombre de matchs joués MT : Matchs joués en tant que titulaire : but : passe décisive : joueuse entrée : joueuse remplacée : capitaine : carton jaune : carton rouge |
| Défenseures     |            |            |            |            |            |             |                |            |            | Abréviations et symboles : TT : Total de minutes jouées MJ : Nombre de matchs joués MT : Matchs joués en tant que titulaire : but : passe décisive : joueuse entrée : joueuse remplacée : capitaine : carton jaune : carton rouge |
| Liu Shanshan    | 90         | 90         | 90         | 90         | 360        | -           | -              | 4          | 4          | Abréviations et symboles : TT : Total de minutes jouées MJ : Nombre de matchs joués MT : Matchs joués en tant que titulaire : but : passe décisive : joueuse entrée : joueuse remplacée : capitaine : carton jaune : carton rouge |
| Lin Yuping      | 90         | 90         | 90         | 90         | 360        | -           | -              | 4          | 4          | Abréviations et symboles : TT : Total de minutes jouées MJ : Nombre de matchs joués MT : Matchs joués en tant que titulaire : but : passe décisive : joueuse entrée : joueuse remplacée : capitaine : carton jaune : carton rouge |
| Wu Haiyan       | 90         | 90         | 90         | 90         | 360        | -           | -              | 4          | 4          | Abréviations et symboles : TT : Total de minutes jouées MJ : Nombre de matchs joués MT : Matchs joués en tant que titulaire : but : passe décisive : joueuse entrée : joueuse remplacée : capitaine : carton jaune : carton rouge |
| Han Peng        | 90         | 90         | 90         | 90         | 360        | -           | -              | 4          | 4          | Abréviations et symboles : TT : Total de minutes jouées MJ : Nombre de matchs joués MT : Matchs joués en tant que titulaire : but : passe décisive : joueuse entrée : joueuse remplacée : capitaine : carton jaune : carton rouge |
| Li Jiayue       | -          | -          | -          | -          | -          | -           | -              | -          | -          | Abréviations et symboles : TT : Total de minutes jouées MJ : Nombre de matchs joués MT : Matchs joués en tant que titulaire : but : passe décisive : joueuse entrée : joueuse remplacée : capitaine : carton jaune : carton rouge |
| Wang Ying       | -          | -          | -          | -          | -          | -           | -              | -          | -          | Abréviations et symboles : TT : Total de minutes jouées MJ : Nombre de matchs joués MT : Matchs joués en tant que titulaire : but : passe décisive : joueuse entrée : joueuse remplacée : capitaine : carton jaune : carton rouge |
| Luo Guiping     | -          | -          | -          | -          | -          | -           | -              | -          | -          | Abréviations et symboles : TT : Total de minutes jouées MJ : Nombre de matchs joués MT : Matchs joués en tant que titulaire : but : passe décisive : joueuse entrée : joueuse remplacée : capitaine : carton jaune : carton rouge |
| Milieux         |            |            |            |            |            |             |                |            |            | Abréviations et symboles : TT : Total de minutes jouées MJ : Nombre de matchs joués MT : Matchs joués en tant que titulaire : but : passe décisive : joueuse entrée : joueuse remplacée : capitaine : carton jaune : carton rouge |
| Lou Jiahui      | 33         | 25         | -          | -          | 58         | -           | -              | 2          | 1          | Abréviations et symboles : TT : Total de minutes jouées MJ : Nombre de matchs joués MT : Matchs joués en tant que titulaire : but : passe décisive : joueuse entrée : joueuse remplacée : capitaine : carton jaune : carton rouge |
| Wang Shuang     | 44         | 90         | 55         | 90         | 279        | -           | -              | 4          | 3          | Abréviations et symboles : TT : Total de minutes jouées MJ : Nombre de matchs joués MT : Matchs joués en tant que titulaire : but : passe décisive : joueuse entrée : joueuse remplacée : capitaine : carton jaune : carton rouge |
| Wang Yan        | -          | 81         | 90         | 61         | 232        | -           | -              | 3          | 3          | Abréviations et symboles : TT : Total de minutes jouées MJ : Nombre de matchs joués MT : Matchs joués en tant que titulaire : but : passe décisive : joueuse entrée : joueuse remplacée : capitaine : carton jaune : carton rouge |
| Li Wen          | -          | -          | 35         | -          | 35         | -           | -              | 1          | -          | Abréviations et symboles : TT : Total de minutes jouées MJ : Nombre de matchs joués MT : Matchs joués en tant que titulaire : but : passe décisive : joueuse entrée : joueuse remplacée : capitaine : carton jaune : carton rouge |
| Gu Yasha        | 90         | 65         | 87         | 46         | 288        | -           | -              | 4          | 4          | Abréviations et symboles : TT : Total de minutes jouées MJ : Nombre de matchs joués MT : Matchs joués en tant que titulaire : but : passe décisive : joueuse entrée : joueuse remplacée : capitaine : carton jaune : carton rouge |
| Tan Ruyin       | 57         | -          | -          | -          | 57         | -           | -              | 1          | -          | Abréviations et symboles : TT : Total de minutes jouées MJ : Nombre de matchs joués MT : Matchs joués en tant que titulaire : but : passe décisive : joueuse entrée : joueuse remplacée : capitaine : carton jaune : carton rouge |
| Zhang Rui       | 90         | 90         | 90         | 90         | 360        | -           | 1              | 4          | 4          | Abréviations et symboles : TT : Total de minutes jouées MJ : Nombre de matchs joués MT : Matchs joués en tant que titulaire : but : passe décisive : joueuse entrée : joueuse remplacée : capitaine : carton jaune : carton rouge |
| Yao Wei         | 46         | 12         | 3          | 29         | 90         | -           | -              | 4          | 1          | Abréviations et symboles : TT : Total de minutes jouées MJ : Nombre de matchs joués MT : Matchs joués en tant que titulaire : but : passe décisive : joueuse entrée : joueuse remplacée : capitaine : carton jaune : carton rouge |
| Liu Yanqiu      | -          | -          | -          | -          | -          | -           | -              | -          | -          | Abréviations et symboles : TT : Total de minutes jouées MJ : Nombre de matchs joués MT : Matchs joués en tant que titulaire : but : passe décisive : joueuse entrée : joueuse remplacée : capitaine : carton jaune : carton rouge |
| Attaquantes     |            |            |            |            |            |             |                |            |            | Abréviations et symboles : TT : Total de minutes jouées MJ : Nombre de matchs joués MT : Matchs joués en tant que titulaire : but : passe décisive : joueuse entrée : joueuse remplacée : capitaine : carton jaune : carton rouge |
| Yang Li         | 69         | 9          | 44         | 44         | 166        | -           | -              | 4          | 1          | Abréviations et symboles : TT : Total de minutes jouées MJ : Nombre de matchs joués MT : Matchs joués en tant que titulaire : but : passe décisive : joueuse entrée : joueuse remplacée : capitaine : carton jaune : carton rouge |
| Li Ying         | -          | 78         | 90         | 90         | 258        | 1           | -              | 3          | 3          | Abréviations et symboles : TT : Total de minutes jouées MJ : Nombre de matchs joués MT : Matchs joués en tant que titulaire : but : passe décisive : joueuse entrée : joueuse remplacée : capitaine : carton jaune : carton rouge |
| Wang Shanshan   | 90         | 90         | 46         | 61         | 287        | -           | -              | 4          | 4          | Abréviations et symboles : TT : Total de minutes jouées MJ : Nombre de matchs joués MT : Matchs joués en tant que titulaire : but : passe décisive : joueuse entrée : joueuse remplacée : capitaine : carton jaune : carton rouge |
| Song Duan       | 21         | -          | -          | 29         | 50         | -           | -              | 2          | -          | Abréviations et symboles : TT : Total de minutes jouées MJ : Nombre de matchs joués MT : Matchs joués en tant que titulaire : but : passe décisive : joueuse entrée : joueuse remplacée : capitaine : carton jaune : carton rouge |
| Total           |            |            |            |            |            |             |                |            |            | Abréviations et symboles : TT : Total de minutes jouées MJ : Nombre de matchs joués MT : Matchs joués en tant que titulaire : but : passe décisive : joueuse entrée : joueuse remplacée : capitaine : carton jaune : carton rouge |
| Équipe de Chine | 90         | 90         | 90         | 90         | 360        | 1           | 1              | 4          | -          | Abréviations et symboles : TT : Total de minutes jouées MJ : Nombre de matchs joués MT : Matchs joués en tant que titulaire : but : passe décisive : joueuse entrée : joueuse remplacée : capitaine : carton jaune : carton rouge |

### Autres références
1. ↑  « Coupe du monde féminine. Découvrez tous les maillots des équipes en lice », sur ouest-france.fr, 3 juin 2019 (consulté le 30 juin 2019)